# Margaret McDowall
Margaret Gibson McDowall (ur. 10 stycznia 1936 w Kilmarnock) – szkocka pływaczka specjalizująca się głównie w stylu zmiennym.

## Życiorys
Margaret Gibson McDowall urodziła się 10 stycznia 1936 w Kilmarnock w Szkocji. W wieku 14 lat uczęszczała do Kilmarnock Academy w zachodniej Szkocji, a także była członkiem Szkockiej Drużyny Pływackiej.
Swoją karierę sportową jako pływaczka rozpoczęła w 1954 roku w wieku 18 lat, występując po raz pierwszy na Igrzyskach Imperium Brytyjskiego i Wspólnoty Brytyjskiej w Vancouver w Kanadzie jako reprezentantka Szkocji, zdobywając złoty medal w sztafecie 3x110 jardów stylem zmiennym razem z Helen Gordon i Margaret Girvan z czasem 3:51.0 sek.